# انجمن ژونس موزیکال ایران
انجمن ژونس موزیکال ایران (جوانان دوستدار موسیقی)، شعبهٔ ایرانی ژونس موزیکال، وابسته به ادارهٔ هنرهای زیبای کشور، سازمانی بود که به منظور گسترش و حمایت از فعالیت‌های موسیقی، در سال ۱۳۵۱ توسط سعدی حسنی تأسیس شد. این انجمن با وقوع انقلاب ۱۳۵۷ ایران، منحل شد.

## فعالیت‌ها
انجمن ژونس موزیکال ایران با مدیریت سعدی حسنی در بدو فعالیت، ارکستر و گروه‌هایی را با همکاری نوازندگان موسیقی کلاسیک و موسیقی ایرانی تشکیل داد و کنسرت و برنامه‌های هنری متعددی در شهرهای مختلف ایران برگزار نمود. بدین سبب در شناساندن هنر و موسیقی در نقاط مختلف ایران نقش داشت.
همچنین از سال ۱۳۵۲ چهارمین دورهٔ مجلهٔ موسیقی تغییر پایگاه داد و ارگانِ سازمان انجمن ژونس موزیکال ایران، با مدیریت سعدی حسنی درآمد. روی جلد مجله، زیر عنوان مجلهٔ موسیقی درج می‌شد: «نشریهٔ انجمن ژونس موزیکال ایران»

## هنرمندان
از جمله هنرمندانی که با انجمن ژونس موزیکال ایران همکاری داشتند، به نام‌های زیر می‌توان اشاره نمود:
- علی رهبری (تشکیل و رهبری ارکستر انجمن ژونس موزیکال ایران)[۵][۱۰]
- محمد اوشال (رهبری ارکستر انجمن ژونس موزیکال ایران)[۱۱]
- مینا افتاده (سرپرستی گروه سازهای ملی انجمن ژونس موزیکال ایران)[۱۲]
- بیژن خادم میثاق[۱۳]
- منوچهر صهبایی[۱۴]
- حسین یوسف‌زمانی[۱۱]
- عبدالنقی افشارنیا[۱۵]
- کریم قربانی[۱۶]
- سعید ثابت[۱۷]
- فروغ کریمی[۱۸]

## انجمن بین‌المللی ژونس موزیکال
انجمن ژونس موزیکال بین‌المللی (JMI) بزرگترین انجمن موسیقی جوانان در جهان، در سال ۱۹۴۵ در بروکسل بلژیک تأسیس شد. اهداف و مأموریت این انجمن، ایجاد موقعیت و توانمند کردن جوانان برای پیشرفت در موسیقی، فراتر از تمام مرزها بود. این انجمن ۴ حیطهٔ فعالیت اصلی را بنیان‌گذاری کرد: موسیقی‌دانان جوان، مخاطبین جوان، توانمند سازی جوانان و ارکستر جوانان.
انجمن بین‌المللی ژونس موزیکال، با بیش از ۳۶۰۰۰ رویداد موسیقی متفاوت در سال، در حدود ۴۰ کشور جهان فعالیت دارد.